# Hospital de la Universidad Nacional de Singapur
El Hospital de la Universidad Nacional de Singapur (en inglés: National University Hospital; en chino: 国立大学医院; en malayo: Hospital Universiti Nasional Singapura) fue establecido en 1985 y sirve como un hospital, un centro de formación clínica terciaria y centro de investigación de las facultades de medicina y odontología de la Universidad Nacional de Singapur.
El hospital es también un centro de referencia para una amplia gama de especialidades médicas, quirúrgicas y dentales incluyendo cardiología, gastroenterología y hepatología, obstetricia y ginecología, oncología, oftalmología, pediatría y cirugía ortopédica y de mano y microcirugía reconstructiva. Se trata de un hospital de tercer nivel con 1032 camas que atienden a más de 670.000 pacientes ambulatorios y tiene 51.000 hospitalizados[cita requerida].